# Фольклорный и этнологический музей Македонии и Фракии
Фольклорный и этнологический музей Македонии и Фракии (греч. Λαογραφικό και Εθνολογικό Μουσείο Μακεδονίας-Θράκης) — музей в городе Фессалоники, Центральная Македония, Греция.

## Музей
Музей основан в 1973 году «Македонской ассоциацией образования» и расположен в здании известном как ‘Старый губернский дом’. Здание было построено в 1906 году архитектором евреем Эли Модиано на 5 гектарах на берегу моря. Музей находится на четырех уровнях, с полу-подвалом, двумя этажами и мансардой. Архитектурно это эклектичное строение, под сильным влиянием Модерна. Особенно впечатляет двойная лоджия с видом на море.
Музей собирает и исследует реликвии традиционной культуры Македонии и Фракии и представляет их публике на своих постоянных и временных выставках. Коллекция музея состоит из более 20 000 экспонатов (ткани, вышивки, местные костюмы, инструменты, оружие, домашние предметы, музыкальные инструменты и резьба по дереву, деревообрабатывающее и металлообрабатывающее оборудование). Музей располагает специализированной библиотекой, фотографическим архивом и фонотекой.
Среди постоянных экспозиций две организованы в следующих единствах:
1. «На мельницах Македонии и Фракии» 
Водные мельницы и пилорамы в традиционном обществе.
2. «Традиционные костюмы Македонии и Фракии 1860—1960»[7]

- Внешний вид музея
- Старый перегонный аппарат
- Старая озёрная лодка